# Rhynchochalcis brevicornuta
Rhynchochalcis brevicornuta is een vliesvleugelig insect uit de familie bronswespen (Chalcididae). De wetenschappelijke naam is voor het eerst geldig gepubliceerd in 1911 door Strand.